# محمد مستجاب
محمد مستجاب (1938 ـ 26 يونيو 2005) أديب مصري معاصر، كتب القصة القصيرة والرواية والمقال الأدبي، تميزت أعماله بالاستخدام الراقي لمفردات اللغة وصياغة إبداعاته في جو يختلط فيه الحلم مع الأسطورة في واقعية ساخرة.

## السيرة
ولد محمد مستجاب عام 1938 في مركز ديروط بمحافظة أسيوط، وعمل في الستينات في مشروع بناء «السد العالي» في مدينة أسوان وثقف نفسه بنفسه بعد أن توقف دراسيا عند مستوى شهادة الثانوية. ثم التحق بمعهد الفنون الجميلة ولكن لم يكمل دراسته بالمعهد. عمل بضعة أشهر في العراق وبعد عودته إلى مصر عمل في مجمع اللغة العربية وأحيل إلى التقاعد بعد بلوغه سن الستين عام 1998.

## العمل الأدبي
نشر أول قصة قصيرة وكانت بعنوان «الوصية الحادية عشرة» في مجلة الهلال في أغسطس 1969، وقد جذب إليه الأنظار بقوة، وأخذ بعد ذلك ينشر قصصه المتميزة في مجلات عدة.
صدرت روايته الأولى «من التاريخ السري لنعمان عبد الحافظ» عام 1983 التي حصل عنها على جائزة الدولة التشجيعية عام 1984 وترجمت إلى أكثر من لغة. تلتها مجموعته القصصية الأولى «ديروط الشريف» عام 1984. ثم أصدر عدة مجموعات قصصية منها «القصص الأخرى» عام 1995 ثم «قصص قصيرة» عام 1999، ثم «قيام وانهيار آل مستجاب» عام 1999 التي أعيد طبعها ثلاث مرات بعد ذلك. ثم «الحزن يميل للممازحة» عام 1998 وأعيد طبعها أيضاً عدة مرات. ثم أصدر روايتين هما «إنه الرابع من آل مستجاب» عام 2002 و«اللهو الخفي» التي صدرت قبل شهرين من وفاته. وحولت إحدى قصصه إلى فيلم سينمائي عنوانه (الفاس في الراس) بطولة عزت العلايلي وليلى علوي، واشترك مع المخرج وحيد مخيمر في كتابة السيناريو والحوار لهذا الفيلم الذي ساعد رضوان الكاشف في إخراجه وتم عرضه في 27 ديسمبر 1992.

## الكتابات الصحفية
- كانت له كتابات صحفية ثابتة في عدد من المجلات والجرائد العربية أشهرها زاويته «واحة العربي» في مجلة العربي الكويتية وقد جمعها في كتاب حمل نفس الاسم صدر سنة 1999،
- زواياه «بوابة جبر الخاطر» في جريدة أخبار الأدب وجمعها أيضا في كتاب من جزئين حمل نفس الاسم وصدر عام 1999.
- كتاباته الثابتة في عدد من الصحف والمجلات أبرزها «الأسبوع» المصرية و«الشرق الأوسط» و«سيدتي» و«المصور» وقد جمع هذه المقالات في كتب عدة منها «حرق الدم»، و«زهر الفول»، و«أبو رجل مسلوخة»، و«أمير الانتقام الحديث»، و«بعض الونس»، و«الحزينة تفرح».

## وفاته
توفي يوم السادس والعشرين من يونيو 2005م عن 67 عاما بعد أن أُصيب بفشل كبدي.

## وصلات خارجية
- محمد مستجاب على موقع أرشيف الشارخ.

محمد مستجاب.. من النبش إلى النقش
محمد.. الرائع الرابع من آل مستجاب
مستجاب الأوحد
1. ↑  الفاس في الرأس - فيلم - 1992 - طاقم العمل، فيديوهات، صور , نقد فني - السينما.كوم نسخة محفوظة 26 أبريل 2016 على موقع واي باك مشين.